# Divizia A 1986-1987
Sezonul 1986-1987 al Diviziei A a fost cea de-a 69-a ediție a Campionatului de Fotbal al României, și a 49-a de la introducerea sistemului divizionar. A început pe 17 august 1986 și s-a terminat pe 25 iunie 1987. Campioana en-titre, Steaua București, și-a apărat cu succes titlul de campioană, fiind al treilea titlu consecutiv. Pentru Steaua, acesta a fost cel de-al 12-lea titlu de campioană din istorie, egalând-o astfel pe Dinamo București la numărul de titluri cucerite.

## Echipe

### Stadioane
| Steaua București           | Universitatea Craiova | Olt Scornicești | Flacăra Moreni          |
| -------------------------- | --- | --- | ----------------------- |
| Steaua                     | Central | Viitorul | Flacăra                 |
| Capacitate: 32.000         | Capacitate: 37.000 | Capacitate: 30.000 | Capacitate: 10.000      |
|                            | | |                         |
| Dinamo București           | Gloria Buzău | Argeș Pitești | Oțelul Galați           |
| Dinamo                     | Gloria | 1 Mai (Pitești) | Oțelul                  |
| Capacitate: 15.032         | Capacitate: 20.000 | Capacitate: 17.500 | Capacitate: 16.000      |
|                            | | |                         |
| Rapid București            | UniversitateaArgeșOltPetrolulCorvinulUniversitateaOțelulBacăuBrașovFlacăraJiulGloriaChimiaBucureștiEchipele din București: · Dinamo · Rapid · Sportul · Steaua · VictoriaDivizia A 1986-1987 (România) DinamoRapidSteauaSportulVictoria Locația echipelor din București. | UniversitateaArgeșOltPetrolulCorvinulUniversitateaOțelulBacăuBrașovFlacăraJiulGloriaChimiaBucureștiEchipele din București: · Dinamo · Rapid · Sportul · Steaua · VictoriaDivizia A 1986-1987 (România) DinamoRapidSteauaSportulVictoria Locația echipelor din București. | Universitatea Cluj      |
| Rapid-Giulești             | UniversitateaArgeșOltPetrolulCorvinulUniversitateaOțelulBacăuBrașovFlacăraJiulGloriaChimiaBucureștiEchipele din București: · Dinamo · Rapid · Sportul · Steaua · VictoriaDivizia A 1986-1987 (România) DinamoRapidSteauaSportulVictoria Locația echipelor din București. | UniversitateaArgeșOltPetrolulCorvinulUniversitateaOțelulBacăuBrașovFlacăraJiulGloriaChimiaBucureștiEchipele din București: · Dinamo · Rapid · Sportul · Steaua · VictoriaDivizia A 1986-1987 (România) DinamoRapidSteauaSportulVictoria Locația echipelor din București. | Municipal (Cluj-Napoca) |
| Capacitate: 12.160         | UniversitateaArgeșOltPetrolulCorvinulUniversitateaOțelulBacăuBrașovFlacăraJiulGloriaChimiaBucureștiEchipele din București: · Dinamo · Rapid · Sportul · Steaua · VictoriaDivizia A 1986-1987 (România) DinamoRapidSteauaSportulVictoria Locația echipelor din București. | UniversitateaArgeșOltPetrolulCorvinulUniversitateaOțelulBacăuBrașovFlacăraJiulGloriaChimiaBucureștiEchipele din București: · Dinamo · Rapid · Sportul · Steaua · VictoriaDivizia A 1986-1987 (România) DinamoRapidSteauaSportulVictoria Locația echipelor din București. | Capacitate: 28.000      |
|                            | UniversitateaArgeșOltPetrolulCorvinulUniversitateaOțelulBacăuBrașovFlacăraJiulGloriaChimiaBucureștiEchipele din București: · Dinamo · Rapid · Sportul · Steaua · VictoriaDivizia A 1986-1987 (România) DinamoRapidSteauaSportulVictoria Locația echipelor din București. | UniversitateaArgeșOltPetrolulCorvinulUniversitateaOțelulBacăuBrașovFlacăraJiulGloriaChimiaBucureștiEchipele din București: · Dinamo · Rapid · Sportul · Steaua · VictoriaDivizia A 1986-1987 (România) DinamoRapidSteauaSportulVictoria Locația echipelor din București. |                         |
| Chimia Râmnicu Vâlcea      | UniversitateaArgeșOltPetrolulCorvinulUniversitateaOțelulBacăuBrașovFlacăraJiulGloriaChimiaBucureștiEchipele din București: · Dinamo · Rapid · Sportul · Steaua · VictoriaDivizia A 1986-1987 (România) DinamoRapidSteauaSportulVictoria Locația echipelor din București. | UniversitateaArgeșOltPetrolulCorvinulUniversitateaOțelulBacăuBrașovFlacăraJiulGloriaChimiaBucureștiEchipele din București: · Dinamo · Rapid · Sportul · Steaua · VictoriaDivizia A 1986-1987 (România) DinamoRapidSteauaSportulVictoria Locația echipelor din București. | Sportul Studențesc      |
| Municipal (Râmnicu Vâlcea) | UniversitateaArgeșOltPetrolulCorvinulUniversitateaOțelulBacăuBrașovFlacăraJiulGloriaChimiaBucureștiEchipele din București: · Dinamo · Rapid · Sportul · Steaua · VictoriaDivizia A 1986-1987 (România) DinamoRapidSteauaSportulVictoria Locația echipelor din București. | UniversitateaArgeșOltPetrolulCorvinulUniversitateaOțelulBacăuBrașovFlacăraJiulGloriaChimiaBucureștiEchipele din București: · Dinamo · Rapid · Sportul · Steaua · VictoriaDivizia A 1986-1987 (România) DinamoRapidSteauaSportulVictoria Locația echipelor din București. | Regie                   |
| Capacitate: 10.000         | UniversitateaArgeșOltPetrolulCorvinulUniversitateaOțelulBacăuBrașovFlacăraJiulGloriaChimiaBucureștiEchipele din București: · Dinamo · Rapid · Sportul · Steaua · VictoriaDivizia A 1986-1987 (România) DinamoRapidSteauaSportulVictoria Locația echipelor din București. | UniversitateaArgeșOltPetrolulCorvinulUniversitateaOțelulBacăuBrașovFlacăraJiulGloriaChimiaBucureștiEchipele din București: · Dinamo · Rapid · Sportul · Steaua · VictoriaDivizia A 1986-1987 (România) DinamoRapidSteauaSportulVictoria Locația echipelor din București. | Capacitate: 15.000      |
|                            | UniversitateaArgeșOltPetrolulCorvinulUniversitateaOțelulBacăuBrașovFlacăraJiulGloriaChimiaBucureștiEchipele din București: · Dinamo · Rapid · Sportul · Steaua · VictoriaDivizia A 1986-1987 (România) DinamoRapidSteauaSportulVictoria Locația echipelor din București. | UniversitateaArgeșOltPetrolulCorvinulUniversitateaOțelulBacăuBrașovFlacăraJiulGloriaChimiaBucureștiEchipele din București: · Dinamo · Rapid · Sportul · Steaua · VictoriaDivizia A 1986-1987 (România) DinamoRapidSteauaSportulVictoria Locația echipelor din București. |                         |
| SC Bacău                   | UniversitateaArgeșOltPetrolulCorvinulUniversitateaOțelulBacăuBrașovFlacăraJiulGloriaChimiaBucureștiEchipele din București: · Dinamo · Rapid · Sportul · Steaua · VictoriaDivizia A 1986-1987 (România) DinamoRapidSteauaSportulVictoria Locația echipelor din București. | UniversitateaArgeșOltPetrolulCorvinulUniversitateaOțelulBacăuBrașovFlacăraJiulGloriaChimiaBucureștiEchipele din București: · Dinamo · Rapid · Sportul · Steaua · VictoriaDivizia A 1986-1987 (România) DinamoRapidSteauaSportulVictoria Locația echipelor din București. | FCM Brașov              |
| Municipal                  | UniversitateaArgeșOltPetrolulCorvinulUniversitateaOțelulBacăuBrașovFlacăraJiulGloriaChimiaBucureștiEchipele din București: · Dinamo · Rapid · Sportul · Steaua · VictoriaDivizia A 1986-1987 (România) DinamoRapidSteauaSportulVictoria Locația echipelor din București. | UniversitateaArgeșOltPetrolulCorvinulUniversitateaOțelulBacăuBrașovFlacăraJiulGloriaChimiaBucureștiEchipele din București: · Dinamo · Rapid · Sportul · Steaua · VictoriaDivizia A 1986-1987 (România) DinamoRapidSteauaSportulVictoria Locația echipelor din București. | Tineretului             |
| Capacitate: 17.500         | UniversitateaArgeșOltPetrolulCorvinulUniversitateaOțelulBacăuBrașovFlacăraJiulGloriaChimiaBucureștiEchipele din București: · Dinamo · Rapid · Sportul · Steaua · VictoriaDivizia A 1986-1987 (România) DinamoRapidSteauaSportulVictoria Locația echipelor din București. | UniversitateaArgeșOltPetrolulCorvinulUniversitateaOțelulBacăuBrașovFlacăraJiulGloriaChimiaBucureștiEchipele din București: · Dinamo · Rapid · Sportul · Steaua · VictoriaDivizia A 1986-1987 (România) DinamoRapidSteauaSportulVictoria Locația echipelor din București. | Capacitate: 10.000      |
|                            | UniversitateaArgeșOltPetrolulCorvinulUniversitateaOțelulBacăuBrașovFlacăraJiulGloriaChimiaBucureștiEchipele din București: · Dinamo · Rapid · Sportul · Steaua · VictoriaDivizia A 1986-1987 (România) DinamoRapidSteauaSportulVictoria Locația echipelor din București. | UniversitateaArgeșOltPetrolulCorvinulUniversitateaOțelulBacăuBrașovFlacăraJiulGloriaChimiaBucureștiEchipele din București: · Dinamo · Rapid · Sportul · Steaua · VictoriaDivizia A 1986-1987 (România) DinamoRapidSteauaSportulVictoria Locația echipelor din București. |                         |
| Victoria București         | Jiul Petroșani | Petrolul Ploiești | Corvinul Hunedoara      |
| Victoria                   | Jiul | Ilie Oană | Corvinul                |
| Capacitate: 2.888          | Capacitate: 30.000 | Capacitate: 20.000 | Capacitate: 17.500      |
|                            | | |                         |

## Clasament
| Loc | Echipă                | Pct. | MJ | V  | E  | Î  | GM | GP | DG  | Calificare sau retrogradare          |
| --- | --------------------- | ---- | -- | -- | -- | -- | -- | -- | --- | ------------------------------------ |
| 1.  | Steaua București (C)  | 59   | 34 | 25 | 9  | 0  | 87 | 17 | +70 | Cupa Campionilor 1987-88 Prima rundă |
| 2.  | Dinamo                | 44   | 34 | 17 | 10 | 7  | 84 | 46 | +38 | Cupa Cupelor 1987-88 Prima rundă     |
| 3.  | Victoria              | 38   | 34 | 15 | 8  | 11 | 43 | 39 | +4  | Cupa UEFA 1987-88 Prima rundă        |
| 4.  | Sportul Studențesc    | 35   | 34 | 14 | 7  | 13 | 55 | 46 | +9  | Cupa UEFA 1987-88 Prima rundă        |
| 5.  | Universitatea Craiova | 35   | 34 | 11 | 13 | 10 | 40 | 34 | +6  | Cupa UEFA 1987-88 Prima rundă        |
| 6.  | Argeș Pitești         | 35   | 34 | 12 | 11 | 11 | 28 | 25 | +3  | Cupa Balcanică 1987-88               |
| 7.  | Scornicești           | 35   | 34 | 15 | 5  | 14 | 33 | 43 | −10 |                                      |
| 8.  | Petrolul Ploiești     | 34   | 34 | 9  | 16 | 9  | 26 | 27 | −1  |                                      |
| 9.  | Corvinul              | 33   | 34 | 13 | 7  | 14 | 64 | 56 | +8  | Cupa Balcanică 1987-88               |
| 10. | U Cluj                | 32   | 34 | 14 | 4  | 16 | 54 | 47 | +7  |                                      |
| 11. | Oțelul                | 32   | 34 | 11 | 10 | 13 | 37 | 36 | +1  |                                      |
| 12. | SC Bacău              | 32   | 34 | 12 | 8  | 14 | 45 | 52 | −7  |                                      |
| 13. | FCM Brașov            | 32   | 34 | 14 | 4  | 16 | 33 | 46 | −13 |                                      |
| 14. | Rapid                 | 32   | 34 | 13 | 6  | 15 | 42 | 55 | −13 |                                      |
| 15. | Moreni                | 32   | 34 | 14 | 4  | 16 | 40 | 55 | −15 |                                      |
| 16. | Jiul Petroșani (R)    | 27   | 34 | 10 | 7  | 17 | 39 | 49 | −10 | Retrogradare în Divizia B 1987-1988  |
| 17. | Gloria Buzău (R)      | 25   | 34 | 10 | 5  | 19 | 31 | 66 | −35 | Retrogradare în Divizia B 1987-1988  |
| 18. | Chimia R Vâlcea (R)   | 20   | 34 | 7  | 6  | 21 | 30 | 72 | −42 | Retrogradare în Divizia B 1987-1988  |

### Pozițiile pe etapă
| Etapă/ Echipă                | 1                     | 2  | 3  | 4  | 5  | 6  | 7  | 8  | 9  | 10 | 11 | 12 | 13 | 14 | 15 | 16 | 17 | 18 | 19 | 20 | 21 | 22 | 23 | 24 | 25 | 26 | 27 | 28 | 29 | 30 | 31 | 32 | 33 | 34 |    |
| ---------------------------- | --------------------- | -- | -- | -- | -- | -- | -- | -- | -- | -- | -- | -- | -- | -- | -- | -- | -- | -- | -- | -- | -- | -- | -- | -- | -- | -- | -- | -- | -- | -- | -- | -- | -- | -- | -- |
| Etapă/ Echipă                | Chimia Râmnicu Vâlcea | 11 | 7  | 13 | 13 | 17 | 10 | 15 | 16 | 16 | 15 | 15 | 15 | 15 | 15 | 16 | 16 | 15 | 14 | 15 | 14 | 13 | 13 | 17 | 17 | 17 | 18 | 18 | 18 | 18 | 18 | 18 | 18 | 18 | 18 |
| Corvinul Hunedoara           | 5                     | 12 | 17 | 15 | 14 | 9  | 13 | 10 | 11 | 9  | 9  | 12 | 12 | 10 | 12 | 9  | 12 | 12 | 13 | 13 | 12 | 12 | 12 | 11 | 11 | 13 | 13 | 13 | 13 | 9  | 12 | 11 | 11 | 9  |    |
| Dinamo București             | 6                     | 1  | 2  | 2  | 2  | 2  | 2  | 2  | 2  | 2  | 2  | 2  | 2  | 2  | 2  | 2  | 2  | 2  | 2  | 2  | 2  | 2  | 2  | 2  | 2  | 2  | 2  | 2  | 2  | 2  | 2  | 2  | 2  | 2  |    |
| Argeș Pitești                | 12                    | 14 | 6  | 5  | 6  | 5  | 4  | 4  | 4  | 4  | 4  | 6  | 6  | 5  | 7  | 4  | 4  | 5  | 4  | 4  | 4  | 4  | 7  | 4  | 4  | 4  | 4  | 4  | 5  | 5  | 6  | 4  | 5  | 6  |    |
| Bacău                        | 9                     | 4  | 9  | 4  | 7  | 6  | 5  | 7  | 5  | 7  | 7  | 9  | 8  | 9  | 9  | 11 | 9  | 11 | 12 | 11 | 11 | 11 | 11 | 13 | 13 | 12 | 10 | 9  | 9  | 8  | 8  | 9  | 10 | 12 |    |
| Brașov                       | 13                    | 18 | 16 | 16 | 11 | 14 | 11 | 14 | 13 | 13 | 10 | 8  | 7  | 8  | 8  | 8  | 7  | 8  | 8  | 8  | 8  | 5  | 5  | 7  | 8  | 9  | 8  | 10 | 12 | 13 | 10 | 13 | 14 | 13 |    |
| Flacăra Moreni               | 4                     | 8  | 14 | 17 | 13 | 16 | 16 | 17 | 17 | 16 | 17 | 17 | 17 | 18 | 18 | 18 | 18 | 18 | 18 | 18 | 18 | 18 | 18 | 18 | 18 | 17 | 17 | 16 | 16 | 16 | 15 | 15 | 15 | 15 |    |
| Gloria Buzău                 | 2                     | 13 | 18 | 18 | 15 | 17 | 14 | 15 | 15 | 17 | 16 | 16 | 16 | 16 | 15 | 15 | 16 | 16 | 17 | 15 | 14 | 14 | 13 | 14 | 16 | 16 | 16 | 17 | 17 | 17 | 17 | 17 | 17 | 17 |    |
| Jiul Petroșani               | 10                    | 16 | 8  | 10 | 16 | 18 | 18 | 18 | 18 | 18 | 18 | 18 | 18 | 17 | 17 | 17 | 17 | 17 | 16 | 17 | 17 | 16 | 16 | 16 | 14 | 15 | 15 | 15 | 15 | 15 | 16 | 16 | 16 | 16 |    |
| Olt Scornicești              | 14                    | 6  | 3  | 6  | 3  | 4  | 3  | 3  | 3  | 3  | 3  | 3  | 4  | 6  | 3  | 3  | 3  | 3  | 3  | 5  | 5  | 7  | 4  | 6  | 6  | 6  | 5  | 7  | 4  | 7  | 4  | 5  | 8  | 7  |    |
| Oțelul Galați                | 3                     | 3  | 10 | 12 | 12 | 11 | 10 | 12 | 14 | 10 | 12 | 10 | 11 | 11 | 10 | 13 | 13 | 15 | 14 | 16 | 15 | 15 | 14 | 12 | 12 | 11 | 12 | 12 | 11 | 12 | 13 | 12 | 12 | 11 |    |
| Petrolul Ploiești            | 15                    | 15 | 7  | 9  | 4  | 3  | 6  | 5  | 7  | 6  | 5  | 4  | 5  | 4  | 5  | 7  | 6  | 6  | 7  | 6  | 7  | 6  | 8  | 5  | 5  | 5  | 6  | 6  | 7  | 6  | 7  | 7  | 7  | 8  |    |
| Rapid București              | 7                     | 9  | 12 | 11 | 8  | 12 | 12 | 13 | 12 | 14 | 11 | 13 | 10 | 13 | 14 | 14 | 14 | 13 | 11 | 12 | 16 | 17 | 15 | 15 | 15 | 14 | 14 | 14 | 14 | 14 | 14 | 14 | 13 | 14 |    |
| Sportul Studențesc București | 1                     | 5  | 5  | 8  | 10 | 13 | 9  | 8  | 6  | 5  | 8  | 7  | 9  | 7  | 4  | 5  | 8  | 7  | 6  | 7  | 6  | 8  | 6  | 8  | 7  | 7  | 11 | 8  | 10 | 11 | 11 | 8  | 6  | 4  |    |
| Steaua București             | 8                     | 2  | 1  | 1  | 1  | 1  | 1  | 1  | 1  | 1  | 1  | 1  | 1  | 1  | 1  | 1  | 1  | 1  | 1  | 1  | 1  | 1  | 1  | 1  | 1  | 1  | 1  | 1  | 1  | 1  | 1  | 1  | 1  | 1  |    |
| Universitatea Cluj           | 18                    | 10 | 4  | 3  | 5  | 8  | 8  | 6  | 8  | 11 | 13 | 14 | 14 | 14 | 13 | 12 | 10 | 9  | 10 | 9  | 9  | 9  | 9  | 9  | 9  | 10 | 9  | 11 | 8  | 10 | 9  | 10 | 9  | 10 |    |
| Universitatea Craiova        | 16                    | 17 | 15 | 14 | 18 | 15 | 17 | 11 | 9  | 12 | 14 | 11 | 13 | 12 | 11 | 10 | 11 | 10 | 9  | 10 | 10 | 10 | 10 | 10 | 10 | 8  | 7  | 5  | 6  | 4  | 5  | 6  | 4  | 5  |    |
| Victoria București           | 17                    | 11 | 11 | 7  | 9  | 7  | 7  | 9  | 10 | 8  | 6  | 5  | 3  | 3  | 6  | 6  | 5  | 4  | 5  | 3  | 3  | 3  | 3  | 3  | 3  | 3  | 3  | 3  | 3  | 3  | 3  | 3  | 3  | 3  |    |

| Câștigătorii Diviziei A, ediția 1986/1987 |
| ----------------------------------------- |
| \| Steaua București Al 12-lea Titlu       |

## Rezultate
| Oaspeți ► Gazde ▼                          | RAM | COR | DIN | ARG | BAC | BRA | FLA | GBU  | JIU | OLT | OȚE | PET | RAP | SPO | STE | UCL | UCR | VIB |
| ------------------------------------------ | --- | --- | --- | --- | --- | --- | --- | ---- | --- | --- | --- | --- | --- | --- | --- | --- | --- | --- |
| Chimia Râmnicu Vâlcea                      |     | 1–1 | 1–4 | 0–0 | 1–2 | 0–1 | 1–0 | 6–1  | 1–1 | 1–2 | 1–0 | 0–0 | 1–1 | 2–1 | 0–4 | 3–1 | 1–0 | 0–0 |
| Corvinul Hunedoara                         | 6–2 |     | 3–5 | 0–2 | 4–1 | 4–0 | 5–1 | 7–0  | 3–0 | 5–0 | 2–1 | 1–0 | 1–1 | 2–0 | 2–3 | 5–3 | 2–1 | 2–1 |
| Dinamo București                           | 7–0 | 3–3 |     | 3–0 | 4–1 | 2–0 | 2–3 | 10–2 | 6–2 | 1–0 | 2–0 | 3–0 | 2–0 | 0–1 | 1–1 | 2–0 | 1–1 | 4–4 |
| Argeș Pitești                              | 1–0 | 1–0 | 0–2 |     | 0–0 | 3–0 | 1–1 | 4–0  | 2–1 | 0–0 | 1–0 | 1–1 | 1–0 | 1–0 | 0–1 | 2–1 | 0–0 | 2–0 |
| Bacău                                      | 3–0 | 4–0 | 2–1 | 1–0 |     | 3–0 | 1–1 | 3–0  | 0–1 | 1–0 | 0–0 | 1–1 | 2–1 | 1–0 | 2–2 | 0–0 | 1–0 | 5–1 |
| Brașov                                     | 2–0 | 4–0 | 0–1 | 1–0 | 1–0 |     | 0–1 | 2–1  | 2–0 | 1–0 | 4–1 | 1–0 | 2–1 | 3–2 | 0–2 | 1–0 | 0–0 | 0–0 |
| Flacăra Moreni                             | 2–1 | 1–0 | 1–3 | 1–0 | 2–1 | 0–1 |     | 2–0  | 1–0 | 2–1 | 0–0 | 0–2 | 3–1 | 1–0 | 0–0 | 4–1 | 4–1 | 2–1 |
| Gloria Buzău                               | 3–1 | 2–1 | 0–1 | 0–0 | 1–0 | 2–2 | 3–1 |      | 1–0 | 1–2 | 0–0 | 0–1 | 3–0 | 2–2 | 1–3 | 1–0 | 2–0 | 1–0 |
| Jiul Petroșani                             | 3–1 | 4–2 | 2–0 | 1–2 | 1–1 | 2–0 | 4–1 | 3–1  |     | 1–3 | 0–0 | 1–2 | 1–1 | 1–0 | 2–2 | 2–0 | 3–0 | 0–0 |
| Olt Scornicești                            | 2–0 | 0–0 | 0–0 | 1–0 | 2–0 | 3–1 | 2–0 | 0–2  | 1–0 |     | 3–1 | 1–0 | 1–1 | 0–1 | 0–3 | 2–1 | 2–0 | 1–0 |
| Oțelul Galați                              | 4–0 | 1–1 | 3–3 | 2–0 | 3–1 | 1–0 | 2–1 | 1–0  | 3–1 | 3–1 |     | 0–0 | 5–0 | 0–1 | 0–2 | 1–3 | 1–0 | 2–0 |
| Petrolul Ploiești                          | 1–0 | 0–0 | 2–2 | 0–0 | 1–1 | 2–0 | 1–0 | 3–0  | 0–0 | 0–0 | 0–0 |     | 3–0 | 1–1 | 1–1 | 1–0 | 1–1 | 0–0 |
| Rapid București                            | 1–2 | 1–0 | 4–3 | 0–0 | 4–1 | 2–0 | 3–1 | 2–0  | 3–0 | 1–0 | 1–0 | 2–1 |     | 1–0 | 1–1 | 1–2 | 3–1 | 1–0 |
| Sportul Studențesc București               | 2–1 | 4–0 | 5–4 | 2–0 | 5–3 | 4–4 | 2–1 | 2–0  | 1–0 | 0–1 | 1–1 | 2–0 | 7–2 |     | 1–2 | 3–0 | 2–3 | 1–1 |
| Steaua București                           | 2–0 | 4–0 | 3–0 | 1–0 | 4–1 | 2–0 | 4–0 | 4–1  | 3–0 | 8–0 | 2–0 | 3–0 | 3–1 | 4–0 |     | 7–0 | 1–1 | 2–0 |
| Universitatea Cluj                         | 6–0 | 4–2 | 0–0 | 1–0 | 3–0 | 1–0 | 6–1 | 1–0  | 3–1 | 4–1 | 2–0 | 3–0 | 5–0 | 1–1 | 1–1 |     | 1–2 | 0–1 |
| Universitatea Craiova                      | 5–0 | 0–0 | 1–1 | 2–2 | 3–0 | 4–0 | 3–0 | 0–0  | 1–0 | 2–0 | 1–1 | 0–0 | 1–0 | 1–1 | 1–1 | 1–0 |     | 3–2 |
| Victoria București                         | 3–2 | 1–0 | 1–1 | 2–2 | 5–2 | 2–0 | 2–1 | 2–0  | 2–1 | 2–1 | 2–0 | 2–1 | 2–1 | 2–0 | 0–1 | 1–0 | 1–0 |     |
| Câștigă gazdele; Remiză; Câștigă oaspeții. |     |     |     |     |     |     |     |      |     |     |     |     |     |     |     |     |     |     |

## Golgheteri
| Poz. | Jucător         | Club                                  | Goluri |                  |    |
| ---- | --------------- | ------------------------------------- | ------ | ---------------- | -- |
| 1    | Rodion Cămătaru | Dinamo București                      | 44     |                  |    |
| 2    | Victor Pițurcă  | Steaua București                      | 22     |                  |    |
| 3    | Gheorghe Hagi   | Sportul Studențesc / Steaua București | 15     |                  |    |
| 3    | 6               | Dorin Mateuț                          | 15     | Dinamo București | 11 |